# MagicLand
Pour l’article homonyme, voir Magic Land Théâtre.
MagicLand, anciennement appelé Rainbow Magicland, est un parc à thème italien situé dans la région de Rome, à Valmontone.

## Présentation
Avec la magie pour thème principal, ce parc s'étend sur 60 hcctares et propose 35 attractions, 3 théâtres, 28 points de restauration. Deux des attractions sont des nouveautés européennes. Six zones thématiques devaient composer le parc : le monde des végétaux & la forêt enchantée, le monde du feu & le pays des sorcières, le monde de l'air & la cité des fées, le monde des roches & le château magique, le village du père noël et enfin le monde perdu. Les projets ayant changées, ces zones ne sont plus d'actualité.
Un parking de 5 500 places est couvert par 6 hectares de panneaux solaires et une station d'hydrogène développée par l'université de Rome alimente également Rainbow MagicLand en énergie. Il dispose par ailleurs aussi de sa propre gare.
L'investissement est de 300 millions d'euros. Le parc inauguré en le 25 mai 2011 est ouvert dix mois par an et espère attirer trois millions de visiteurs annuellement. Il fut un temps prévu que le parc s'appelle Terra Magica, puis WondeRome avant qu'il prenne le nom Rainbow Magicland. En 2020, le parc change de nom pour devenir MagicLand.
MagicLand est situé à côté du centre commercial Fashion District Valmontone Outlet appartenant également à Alfa Park. Il est le magasin d'usine le plus visité d'Italie avec 5,3 millions de clients en 2008. Alfa Park a également inauguré le parc à thème Miragica en 2009 dans le sud de l'Italie.
Les mascottes sont les personnages de la compagnie Rainbow S.p.A. : Winx Club, Tommy & Oscar, Huntik: Secrets & Seekers, Monster Allergy et Frezzy. Le parc bénéficie d'une licence d'une durée minimale de dix ans pour l'utilisation des personnages de Rainbow S.p.A. D'autres personnages spécialement créés pour MagicLand sont présents.

Ancien logo du parc (2011-2019)

## Attractions

### Montagnes russes
- Bombo : Montagnes russes junior de Vekoma, modèle Vekoma Junior Coaster sur le thème de Monster Allergy (longueur : 335 m ; hauteur : 13 m ; vitesse : 46 km/h ; capacité horaire : 1 000) Précédemment nommées Bomborun.
- Bruco : Montagnes russes junior de type Pomme / Wacky Worm. Précédemment nommées Amerigo.
- Cagliostro : Montagnes russes tournoyantes en intérieur du constructeur Maurer Rides modèle Xtended SC 3000, unique en Italie (longueur : 430 m ; hauteur : 17 m ; vitesse : 58 km/h ; capacité horaire : 850 personnes/h). Présence d'effets auditifs et visuels ; une portion du parcours est extérieure.
- Olandese Volante : Train de la mine de Vekoma modèle MK-900 M (longueur : 681 m ; hauteur des deux lifts 12 et 14 m ; vitesse : 48 km/h ; capacité horaire : 1 058)
- Shock - The Steam Machine : Montagnes russes lancées de type X-Car du constructeur Maurer Rides (hauteur : 35 mètres ; 0 à 100 km/h en 2.5 secondes). Présence d'un non inverting loop, unique en Europe.
- Jungle Fever : Montagnes russes assises.

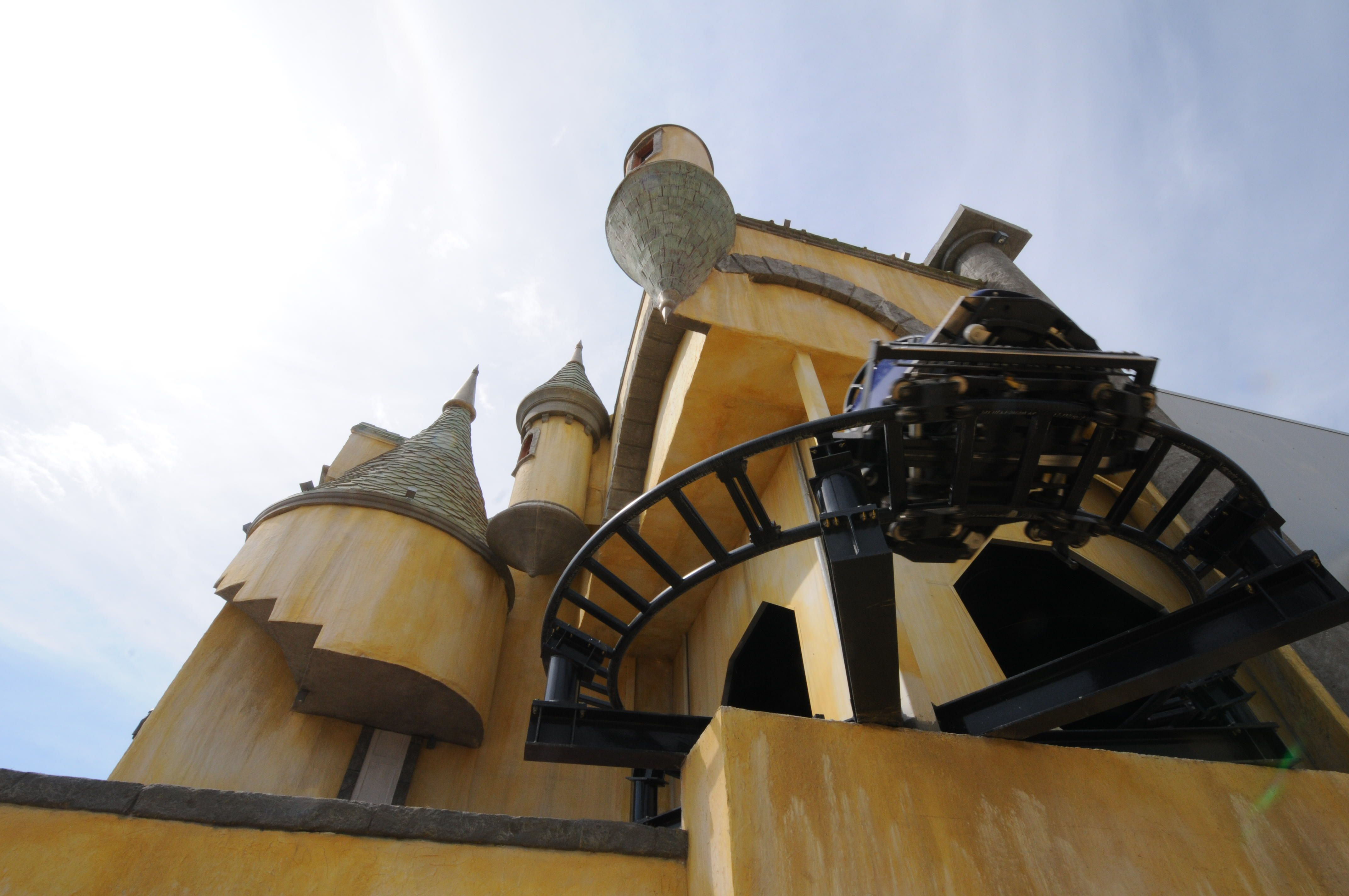
Cagliostro
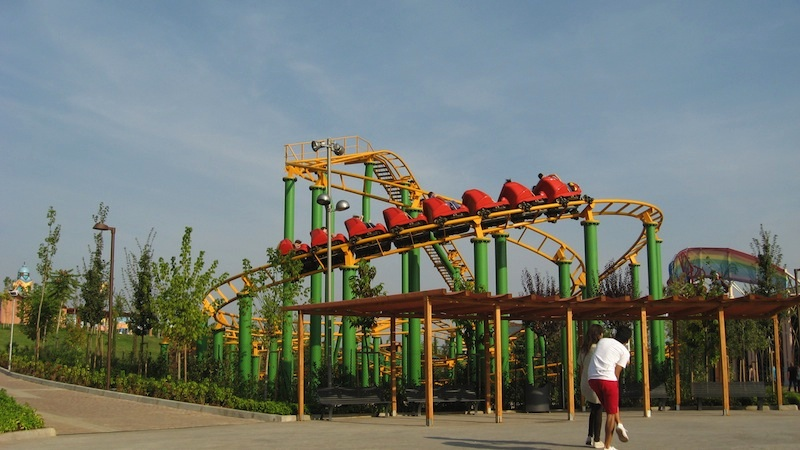
Bomborun
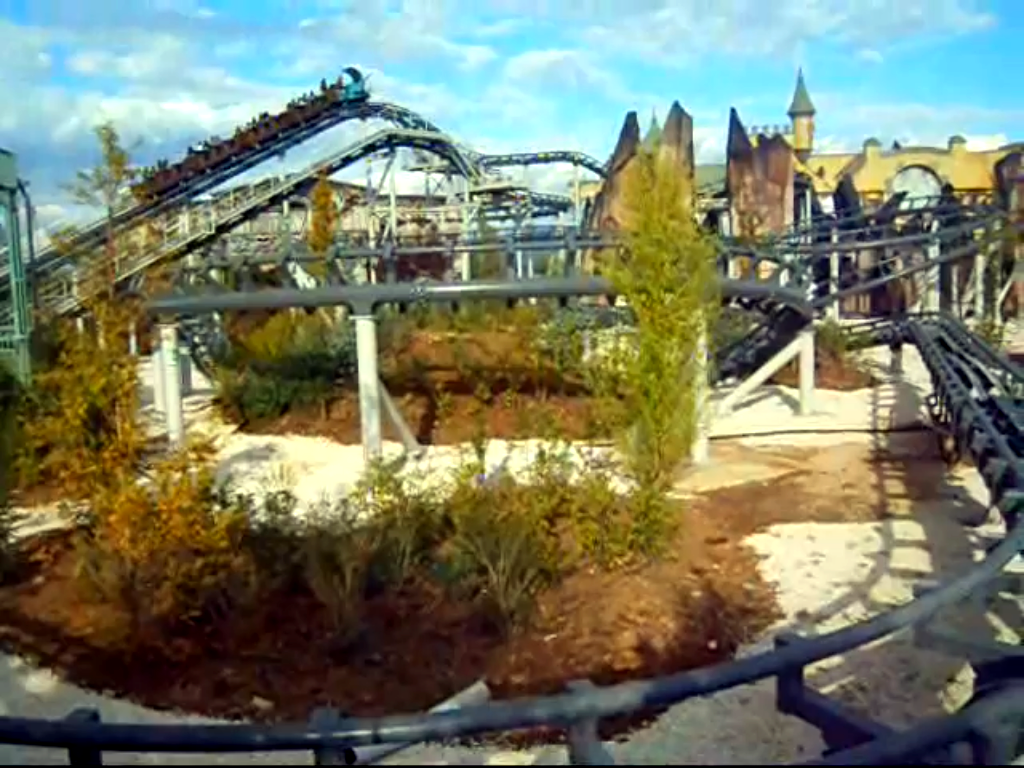
Olandese Volante
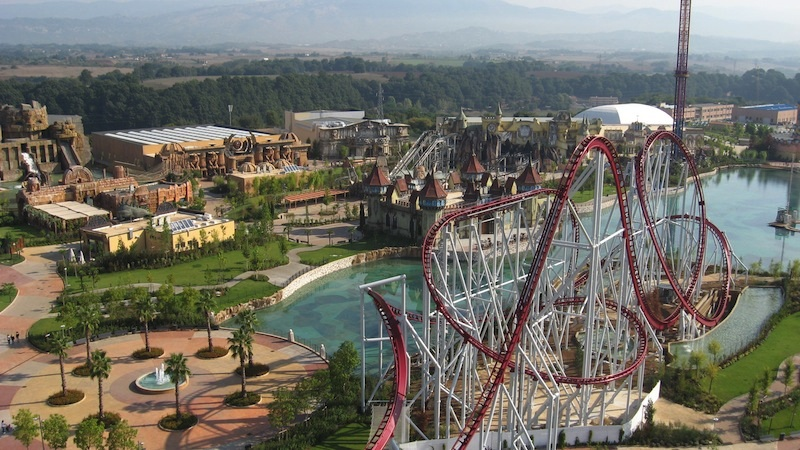
Shock - The Steam Machine

### Attractions aquatiques
- Battaglia Navale : Splash Battle de Preston & Barbieri, 2013.
- Le rapide : Des bouées d'Intamin. Précédemment appelé Drakkar.
- Nui Lua : Bûches, 2019.
- Pixie River : Petit Spinning Raft de SBF Visa Group
- Yucatan : Shoot the Chute d'Intamin façonné par les décorateurs de Cinecittà, scénarisé sur Huntik: Secrets & Seekers. Précédemment appelé Huntik Spillwater.

### Attractions à sensations
- Mystika : Tour de chute libre de 70 mètres du constructeur SBF Visa Group

### Attractions familiales
- Alloscontro : Auto-tamponneuse junior de Gosetto. Précédemment nommées Elforest.
- ArrampicaTorre : Tour junior de Heege Freizeittechnik. Précédemment nommées Pop Tower.
- Battelli Radiocomandati : Bateaux télécommandés
- Carosello : Carrousel de Bertazzon
- Castello di Alfea : Le château de Winx propose Planetario et Magiclandia. Celui-ci est une aire de jeux ouverte en 2013.
- Demonia : Maison hantée de Scarefactory Inc, 2013.
- Formula Cars : Circuit de voitures, 2012. Précédemment nommées Action Drive.
- Gran Teatro : Théâtre pour spectacles
- Huntik 5D : Parcours scénique interactif 4-D d'Alterface Projects & 3DBA scénarisé sur Huntik: Secrets & Seekers[4]. Cette attraction est le jeu-vidéo 5D le plus grand d'Europe, et a remporté le prix "Best New Attraction of the Year at the 2011" aux Parksmania Awards (it)[5].
- L'Isola Volante : Sky Shuttle de Vekoma
- Le Fontane Danzanti : Fontaines dansantes et aire de jeux aquatique
- Macchine volanti : Jump Around. Précédemment nommées Popflait.
- Maison Houdini : Mad House souterraine de 78 personnes de Vekoma
- Palabaleno : Salle de spectacle avec Gladiatori à l'affiche
- Magic Winx Club : Parcours scénique suspendu de Gosetto basé sur la série Winx Club, unique en Italie. Précédemment nommées Believix puis Pianeta Winx.
- Planetario : Dans le Castello di Alfea se trouve une attraction combinant cinéma 4-D et simulateur sur écran hémisphérique de RSA Cosmos, unique en Italie
- Poppalla : Air Balloons de SBF Visa Group
- Redemption : salle de jeux d'arcade
- Ronnie : Free style de SBF Visa Group : similaire au Surf's Up
- Ruota Magica : Grande roue junior de SBF Visa Group. Précédemment nommées Popsait.
- Stunt Show : Spectacle de cascades automobiles, 2012.
- Tazze Pazze : Tasses junior de SBF Visa Group. Précédemment nommées Pop Flowers.
- Treno Magico : Petit train de SBF Visa Group. Précédemment nommées Pixie Train.

## Sources
1. ↑  (it) « MagicLand : informazioni, video, foto, novità e commenti - Parksmania », sur Parksmania (consulté le 1er septembre 2020).
2. ↑  « parkworld-online.com/news/full… »(Archive.org • Wikiwix • Archive.is • Google • Que faire ?).
3. ↑  emiliano, « Rainbow Magicland di Valmontone - La versione definitiva del parco a tema che aprirà a Pasqua 2011 », sur 06blog.it, 2 octobre 2009 (consulté le 1er septembre 2020).
4. ↑  « Premier dark ride interactif 4D d'Europe à Rainbow MagicLand », sur parcplaza.net (consulté le 1er septembre 2020).
5. ↑  (it) « Parksmania Awards 2011 », sur Parksmania (consulté le 11 avril 2022)

- Rainbow Magicland sur www.parcplaza.net